# Episodi di Una famiglia americana (ottava stagione)
L'ottava stagione della serie televisiva Una famiglia americana è stata trasmessa in anteprima negli Stati Uniti d'America dalla CBS tra il 20 settembre 1979 e il 13 marzo 1980.
| nº | Titolo originale        | Titolo italiano | Prima TV USA      | Prima TV Italia |
| -- | ----------------------- | --------------- | ----------------- | --------------- |
| 1  | The Home Front (Part 1) |                 | 20 settembre 1979 |                 |
| 2  | The Home Front (Part 2) |                 | 20 settembre 1979 |                 |
| 3  | The Kinfolk             |                 | 27 settembre 1979 |                 |
| 4  | The Diploma             |                 | 4 ottobre 1979    |                 |
| 5  | The Innocents           |                 | 11 ottobre 1979   |                 |
| 6  | The Starlet             |                 | 18 ottobre 1979   |                 |
| 7  | The Journal             |                 | 25 ottobre 1979   |                 |
| 8  | The Lost Sheep          |                 | 1º novembre 1979  |                 |
| 9  | The Violated            |                 | 8 novembre 1979   |                 |
| 10 | The Waiting             |                 | 22 novembre 1979  |                 |
| 11 | The Silver Wings        |                 | 29 novembre 1979  |                 |
| 12 | The Wager               |                 | 13 dicembre 1979  |                 |
| 13 | The Spirit              |                 | 20 dicembre 1979  |                 |
| 14 | The Fastidious Wife     |                 | 27 dicembre 1979  |                 |
| 15 | The Unthinkable         |                 | 3 gennaio 1980    |                 |
| 16 | The Idol                |                 | 10 gennaio 1980   |                 |
| 17 | The Prodigals           |                 | 17 gennaio 1980   |                 |
| 18 | The Remembrance         |                 | 24 gennaio 1980   |                 |
| 19 | The Inspiration         |                 | 31 gennaio 1980   |                 |
| 20 | The Last Straw          |                 | 7 febbraio 1980   |                 |
| 21 | The Travelling Man      |                 | 14 febbraio 1980  |                 |
| 22 | The Furlough            |                 | 21 febbraio 1980  |                 |
| 23 | The Medal               |                 | 28 febbraio 1980  |                 |
| 24 | The Valediction         |                 | 13 marzo 1980     |                 |